# Alice Harnoncourt
Alice Harnoncourt   (Viena, 26 de setembre de 1930 - Sankt Georgen im Attergau, 20 de juliol de 2022) va ser una violinista austríaca, pionera de la pràctica històrica de la interpretació i cofundadora i primera i llarga concertino del "Concentus Musicus Wien".

## Biografia
Alice Harnoncourt venia d'una llar moderna i amb fam d'educació. El pare era grafòleg, la mare traductora i periodista. Va estudiar violí amb Ernst Moravec i Gottfried Feist a l'Acadèmia de Música de Viena, amb Jacques Thibaud a París i amb Tibor Varga a Londres així com piano. La seva primera aparició esmentada a la premsa va tenir lloc el 31 de maig de 1947 a la Gran Sala de la Universitat de Música Mozarteum com a part d'un concert a favor de l'Associació de Benestar de les Víctimes de la Guerra de Salzburg: "Alice Hoffelner va demostrar ser un model i exemple de gran èxit docent amb la seva interpretació del Concert per a violí de Mozart en re major.
Durant els seus estudis va conèixer Nikolaus Harnoncourt, amb qui es va casar el juny de 1953. Les classes de pràctica d'interpretació amb Josef Mertin (1904–1998) van fer que tots dos coneguessin la pràctica històrica de la interpretació a la música antiga. El 1949, Nikolaus i Alice Harnoncourt (aleshores encara Hoffelner) juntament amb altres músics van fundar un conjunt de música antiga, el "Vienna Gamben Quartet", que també va actuar en públic.

Després de diversos anys de creació musical basada en investigacions i experimentació amb instruments musicals històrics en privat, tots dos van fundar el Concentus Musicus Vienna el 1953 amb uns quants músics més. Mentre que Nikolaus Harnoncourt va actuar com a director artístic i director, la violinista Alice Harnoncourt va ocupar el segon paper més important com a concertina durant 32 anys, de 1953 a 1985. Després va tocar el segon primer violí al costat d'Erich Höbarth durant 30 anys, de 1985 a 2015. Va tenir un paper clau en la formació del conjunt i va participar significativament en gairebé tots els concerts i enregistraments des de 1953 fins a 2015. Fins al 1968 va tocar un violí de 1658 de Jakob Stainer, des d'aleshores un instrument del mestre Absam de 1665. També va tocar el Pardessus de viole (la forma més petita de la gamba), un instrument de Louis Guersan, viola, viola d' Amor i violí piccolo de Marian Pez. El Frankfurter Allgemeine Zeitung va escriure sobre el seu treball com a violinista:
| « | "Alice Harnoncourt va fer una època com a violinista solista." | » |

Erich Höbarth, que la va succeir com a concertista, va dir en una entrevista el 2008 que "Alice podria haver continuat fàcilment amb aquesta tasca, però va decidir no fer-ho". També treballà al Concentus no només com a violinista, sinó també com a assistent musical del director, i també s'encarregaba de "totes les connexions amb el món exterior", i "si ja no toqués al Concentus, això seria impensable." Quan la revista Concerti li va preguntar com estava involucrada en les qüestions interpretatives de la creació musical com a concertista i més tard com a segona al primer podi, Alice Harnoncourt va respondre el 2021:
| « | "Molt fort. Vaig muntar tot el material vocal i vaig afegir reverències, marques de respiració i altres notes pràctiques per a cada músic perquè poguéssim assajar amb més eficàcia. (...) Estàvem en constant comunicació.” | » |

Harnoncourt no només va ser concertista i violinista, sinó també "persona de contacte per a qüestions d'actuació", "editora d'innombrables textos musicals", també va fer feina d'oficina i d'organització i va ser la directora del conjunt durant molt de temps.
En un moment en què la majoria de les orquestres encara no acceptaven dones músics, Alice Harnoncourt va ser la primera dona concertista d'Àustria i, per tant, pionera i model a seguir per a la creixent presència de dones músics. Ella mateixa va descriure la situació en aquell moment com dient que les dones "només entraven a l'Orquestra Simfònica de la Ràdio, ni a la Filharmònica ni a l'Orquestra Simfònica, només on no les veien".
A més del Concentus Musicus, també va tocar a l'orquestra de l'Òpera de Zuric en els projectes d'òpera dirigits per Nikolaus Harnoncourt. També va tocar al "Leonhardt Baroque Ensemble" de Gustav Leonhardt i al conjunt successor Leonhardt-Consort i va aparèixer en enregistraments, per exemple a la Elizabethan and Jacobean Music amb el contratenor Alfred Deller.
Alice Harnoncourt va fer molts enregistraments pioners d'obres de música antiga. Va tocar, entre d'altres, tots els concerts per a violí de Johann Sebastian Bach, Le quattro stagioni d'Antonio Vivaldi, concerts per a violí de Haendel, quartets de corda de Haydn, obres de Fux, Biber, Schmelzer, Senfl, Josquin i molts altres, així com en òperes, entre d'altres, de Monteverdi i Mozart.
Després de la mort de Nikolaus Harnoncourt, Alice Harnoncourt va editar els arxius de "Concentus Musicus" des de principis de 2016 i va publicar llibres amb textos, notes i records inèdits. El 2022, juntament amb l'editora Judith Hoffmann, va presentar i comentar enregistraments ressuscitats de les seves conferències en una sèrie de podcasts de 10 parts a "Austrian Broadcasting Corporation".

## Privat
Alice Harnoncourt va estar casada amb el director d'orquestra Nikolaus Harnoncourt des de 1953 fins a la seva mort el 2016. Entre 1954 i 1961 van tenir quatre fills, la cantant d'òpera i concert Elisabeth von Magnus, el director, dramaturg i dissenyador d'il·luminació Philipp Harnoncourt, l'actor Eberhard Harnoncourt (1957–1990) i el metge Franz Harnoncourt.
L'any 2016, va dir sobre les seves múltiples càrregues com a músic, gerent i mare de quatre fills: "D'alguna manera vaig aconseguir conciliar la família i la feina, tot i que ja no sé com", i va informar que estava en els primers 15 anys a Viena, encara vam haver d'"escórrer la roba a mà" perquè aleshores no hi havia rentadora. En els primers temps del Concentus, va ser l'única dona del conjunt com a concertina, cosa que va provocar un enrenou i va animar a altres dones músics com a model a seguir, mentre que els seus col·legues masculins estaven "una mica consternats". D'altra banda, també descriu: "Fins i tot estaven orgullosos de mi, jo era una mena de figura de proa per al conjunt". Alice Harnoncourt vivia a St. Georgen im Attergau.

## Premis
Alice Harnoncourt va rebre diversos premis pel seu treball. Va rebre la Medalla d'Or d'Honor pels Serveis a l'Estat de Viena i la Gran Medalla d'Honor d'Honor de l'Estat d'Estíria i, amb Nikolaus Harnoncourt i el Concentus Musicus, co-guanyadora de nombrosos premis, per exemple l'Echo Klassik. L'abril de 2023, la plaça davant la Universitat Privada Anton Bruckner va ser rebatejada com "Alice-Harnoncourt-Platz" amb motiu de la fundació del Centre Nikolaus Harnoncourt per iniciativa del rector Martin Rummel.

## Discografia (selecció)
- John Dowland, Thomas Morley, John Jenkins, Thomas Campian: Elizabethan And Jacobean Music. 1954.[39]
- Isaak, Brumel, Senfl, Fink, Compère, Josquin, Obrecht: Instrumentalmusik Am Hofe Maximilians I. 1961.
- Fux, Biber, Schmelzer, Legrenzi: Music At The Court Of Leopold I. 1966.
- Johann Sebastian Bach: Violinkonzerte. 1967.
- Antonio Vivaldi: Concerti a cinque, a quattro, a tre 1705–1720. 1968.
- Claudio Monteverdi: Il Ritorno d’Ulisse In Patria (Dramma in Musica). 1974.
- Johann Sebastian Bach: Kammermusik Vol. 1 und 2. 1975/1976.
- Antonio Vivaldi: The four seasons. 1977.
- Georg Philipp Telemann: 10 Triosonaten, 1978
- Johann Sebastian Bach: Violinkonzerte. 1982.
- Violine, Violino piccolo. 1982.
- Johann Sebastian Bach: Violinkonzerte BWV 1041–1043. 1984.
- Georg Friedrich Händel: Händel-Edition. 1984.
- Johann Sebastian Bach: Bach-Edition Teil: Vol. 10., Violinkonzerte. 1984.
- Wolfgang Amadeus Mozart: Sämtliche Orgelwerke. 1987.
- Doppelkonzerte. 1988.
- Antonio Vivaldi: Le quattro stagioni. 1993.
- Georg Philipp Telemann: Trio sonatas & quartets. 1995.
- Musik im Gespräch, Begegnung mit Alice und Nikolaus Harnoncourt. 2006.
- Johann Sebastian Bach: Brandenburgische Konzerte. 2009.[40][41][42][43]
- Bach: Violinconcerti. 2021.[44]